# 泰勒嶺 (阿蒙森海岸)
85°48′S 153°21′W / 85.800°S 153.350°W
泰勒嶺（英語：Taylor Ridge）是南極洲的山嶺，位於阿蒙森海岸，屬於毛德王后山脈的一部分，長18公里，由美國探險隊發現，現時由南極條約體系管理。